# Les Granges-Gontardes
Les Granges-Gontardes ist eine französische Gemeinde mit 692 Einwohnern (Stand 1. Januar 2022) im Département Drôme in der Region Auvergne-Rhône-Alpes (vor 2016 Rhône-Alpes); sie gehört zum Arrondissement Nyons und zum Kanton Grignan.

## Geographie
Les Granges-Gontardes liegt etwa 75 Kilometer südsüdwestlich von Valence.
Nachbargemeinden von Les Granges-Gontardes sind Malataverne im Norden, Roussas im Nordosten und Osten, Valaurie im Osten und Südosten, La Garde-Adhémar im Süden sowie Donzère im Westen.

## Bevölkerungsentwicklung
| Jahr                       | 1962 | 1968 | 1975 | 1982 | 1990 | 1999 | 2006 | 2013 | 2019 |
| -------------------------- | ---- | ---- | ---- | ---- | ---- | ---- | ---- | ---- | ---- |
| Einwohner                  | 211  | 304  | 302  | 411  | 511  | 559  | 592  | 589  | 664  |
| Quellen: Cassini und INSEE |      |      |      |      |      |      |      |      |      |

## Sehenswürdigkeiten

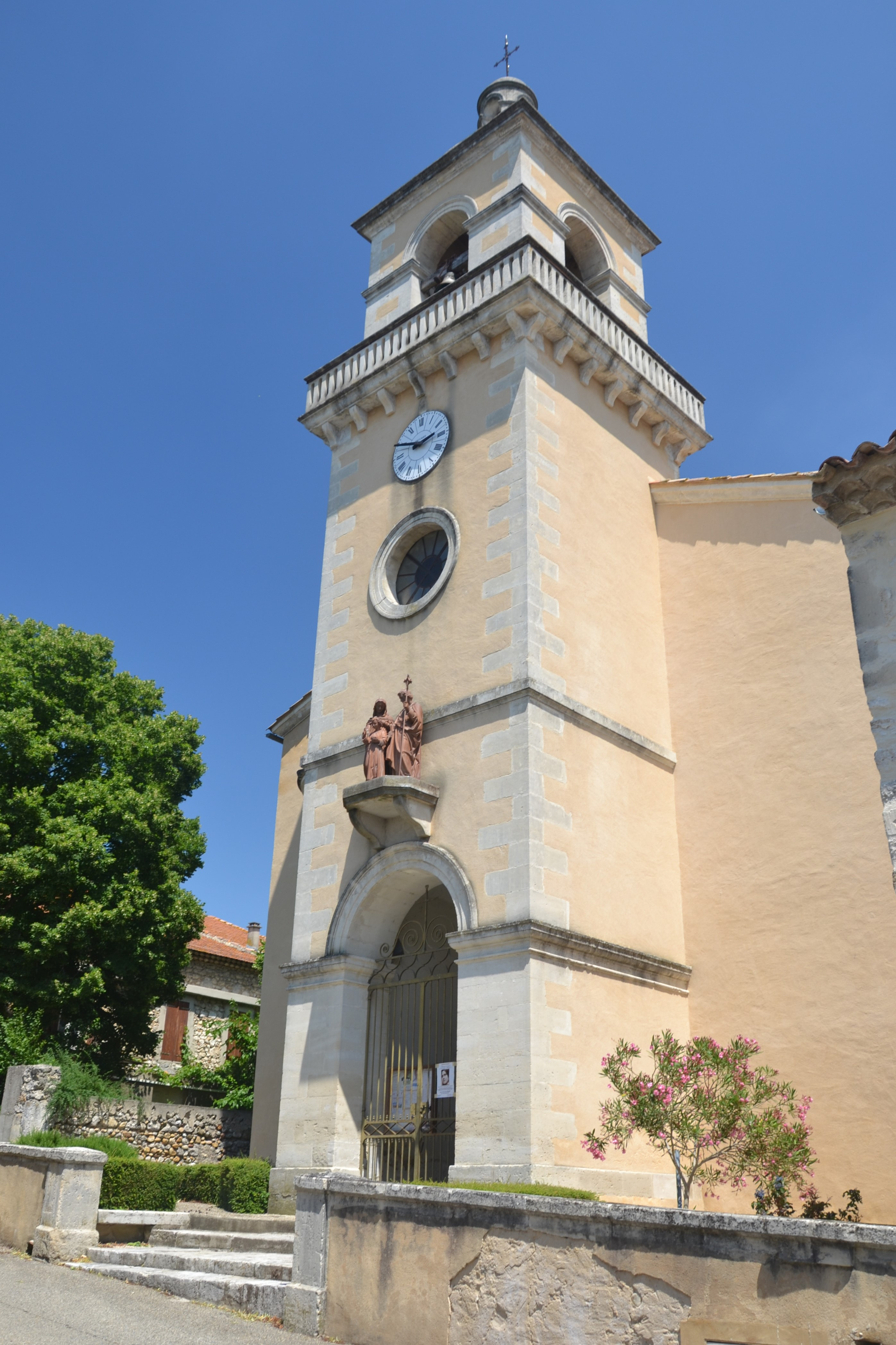
Kirche Saint-Joseph
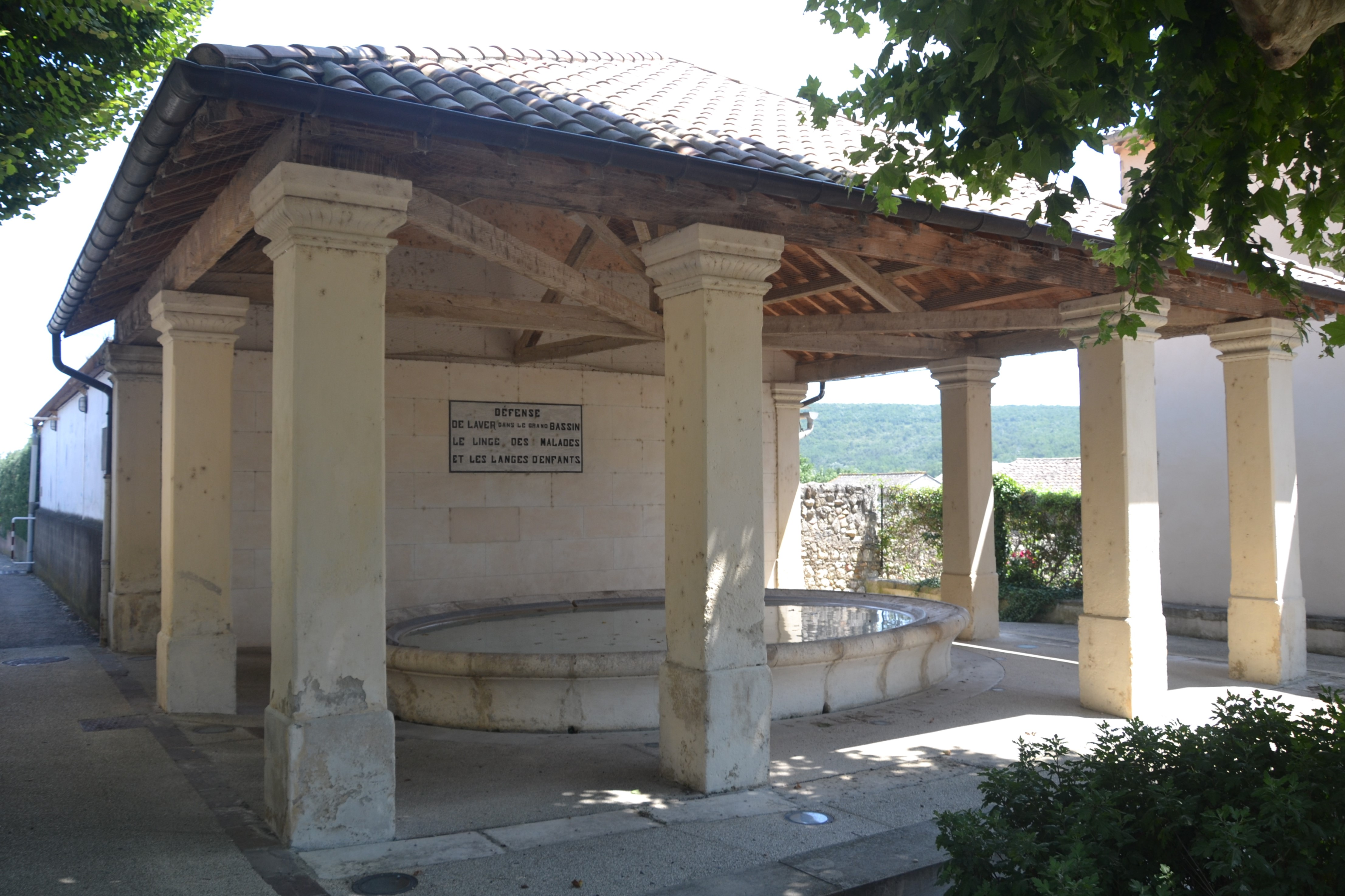
Ehemaliges öffentliches Waschhaus
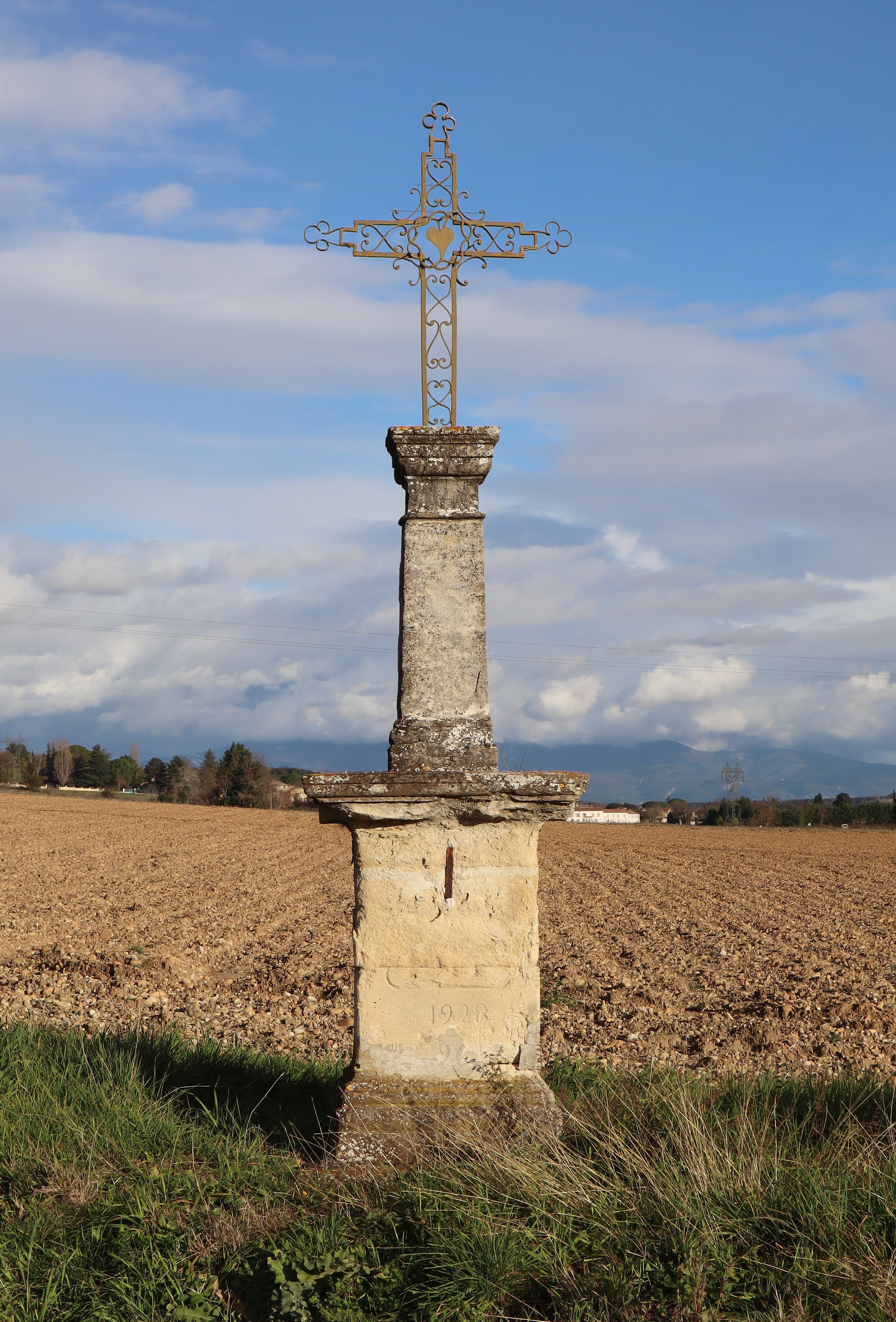
Wegekreuz

- Wehrhaus an der Berre

- Kirche Saint-Joseph
- Ehemaliges öffentliches Waschhaus
- Wegekreuz